# Ronald Sinclair
Pour les articles homonymes, voir Sinclair.
Richard Arthur Hould, né le 21 janvier 1924 à Dunedin (Nouvelle-Zélande) et mort le 22 novembre 1992 à Los Angeles (quartier de Woodland Hills, Californie), est un acteur puis monteur néo-zélandais, connu d'abord comme Ra Hould, puis sous le nom de scène de Ronald Sinclair (parfois Ron Sinclair).

## Biographie
Installé aux États-Unis, Ronald Sinclair y débute enfant au cinéma comme acteur dans L'Ennemie bien-aimée de H. C. Potter (1936, avec Merle Oberon et Brian Aherne). Suivent quinze autres films américains, dont La Lumière qui s'éteint de William A. Wellman (1939, où il tient un rôle repris adulte par Ronald Colman), Lady Hamilton d'Alexander Korda (1941, avec Vivien Leigh et Laurence Olivier) et enfin Sabotage à Berlin de Raoul Walsh (1942, avec Errol Flynn et Ronald Reagan), le dernier film où il joue.
Puis il poursuit sa carrière au cinéma comme monteur, son premier film à ce titre étant La Lune était bleue d'Otto Preminger (1953). Il devient un des collaborateurs attitrés de Roger Corman, contribuant à quatorze de ses réalisations, dont La Femme apache (1955) et Le Corbeau (1963).
Toujours comme monteur, mentionnons également The She-Creature d'Edward L. Cahn (1956), Thunder Alley de Richard Rush (1967) et Le Mort-vivant de Bob Clark (1974), ainsi que deux séries télévisées américaines, Best of the West (1981) et Comment se débarrasser de son patron (1982).
Ronald Sinclair meurt en 1992, à 68 ans.

## Filmographie partielle

### Acteur (1936-1942)
- 1936 : L'Ennemie bien-aimée (Beloved Enemy) de H. C. Potter : Jerry O'Brien
- 1937 : Le Champion (Boots and Saddles) de Joseph Kane : Edward, comte de Grandby alias « Spud »
- 1937 : Thoroughbreds Don't Cry d'Alfred E. Green : Roger Calverton
- 1938 : Un conte de Noël (A Christmas Carol) d'Edwin L. Marin
- 1939 : Je suis un criminel (They Made Me a Criminal) de Busby Berkeley : J. Douglas Williamson
- 1939 : La Tour de Londres (Tower of London) de Rowland V. Lee : le prince Édouard enfant
- 1939 : La Lumière qui s'éteint (The Light That Failed) de William A. Wellman : Dick Heldar enfant
- 1940 : Le Gangster de Chicago (The Earl of Chicago) de Richard Thorpe et Victor Saville : Gerald Kilmount
- 1941 : Lady Hamilton (That Hamilton Woman) d'Alexander Korda : Josiah
- 1942 : Sabotage à Berlin (Desperate Journey) de Raoul Walsh : le sergent Lloyd Hollis

### Monteur (1953-1982)

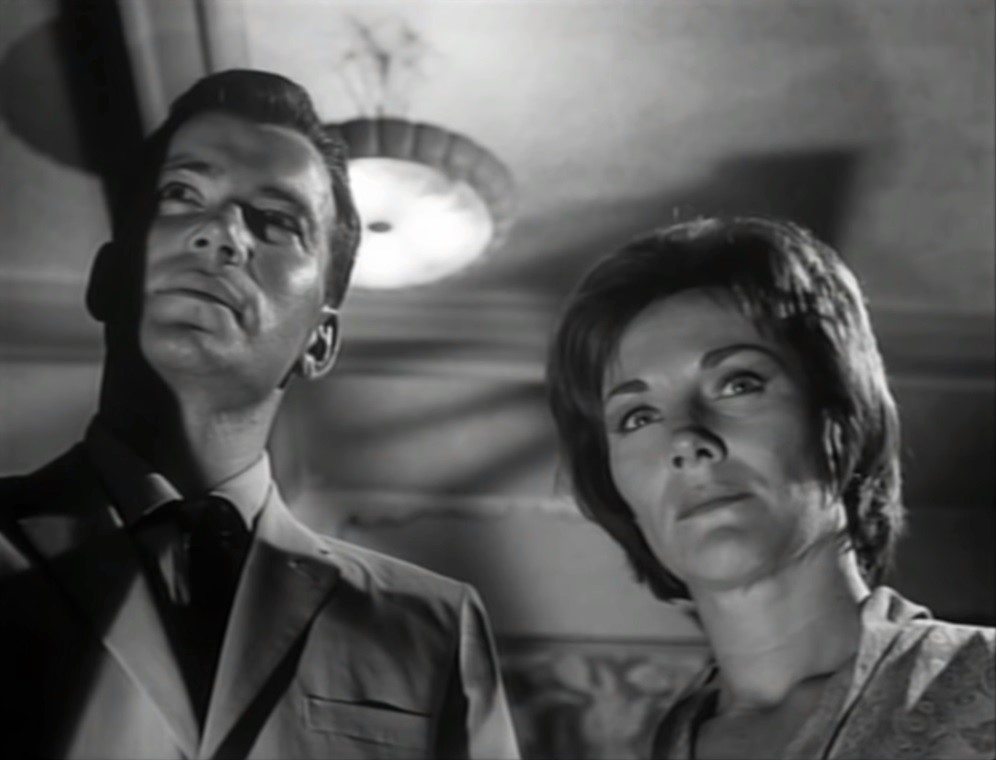
The Intruder (1962),
avec William Shatner et Jeanne Cooper

#### Cinéma
- 1953 : La Lune était bleue (The Moon Is Blue) d'Otto Preminger (+ version allemande Die Jungfrau auf dem Dach)
- 1953 : La Vierge sur le toit (Die Jungfrau auf dem Dach) d'Otto Preminger (version allemande de La Lune était bleue, 1953)
- 1954 : Nettoyage par le vide (The Long Wait) de Victor Saville
- 1955 : Cinq fusils à l'ouest (Five Guns West) de Roger Corman
- 1955 : Day the World Ended de Roger Corman
- 1955 : La Femme apache (Apache Woman) de Roger Corman
- 1956 : The She-Creature d'Edward L. Cahn
- 1956 : The Oklahoma Woman de Roger Corman
- 1956 : Swamp Women de Roger Corman
- 1957 : Invasion of the Saucer Men d'Edward L. Cahn
- 1957 : The Saga of the Viking Women and Their Voyage to the Waters of the Great Sea Serpent de Roger Corman
- 1957 : Voodoo Woman d'Edward L. Cahn
- 1958 : Mitraillette Kelly (Machine Gun Kelly) de Roger Corman
- 1962 : L'Enterré vivant (The Premature Burial) de Roger Corman
- 1962 : The Intruder (ou Shame) de Roger Corman
- 1963 : Le Corbeau (The Raven) de Roger Corman
- 1963 : The Young Racers de Roger Corman
- 1963 : La Malédiction d'Arkham (The Haunted Palace) de Roger Corman
- 1964 : L'Invasion secrète (The Secret Invasion) de Roger Corman
- 1965 : Dr. Goldfoot and the Bikini Machine de Norman Taurog
- 1965 : Deux Cinglés à l'armée (Sergeant Dead Head) de Norman Taurog
- 1966 : L'Espion qui venait du surgelé (Le spie vengano dal semifreddo ou Dr. Goldfoot and the Girl Bombs) de Mario Bava (film américano-italien)
- 1967 : Thunder Alley de Richard Rush
- 1967 : Les Anges de l'enfer (Devil's Angels) de Daniel Haller
- 1967 : The Trip de Roger Corman
- 1970 : How Do I Love Thee? de Michael Gordon
- 1974 : Le Mort-vivant (Dead of Night) de Bob Clark

#### Télévision
(séries)
- 1981 : Best of the West (épisodes non spécifiés)
- 1982 : Comment se débarrasser de son patron (9 to 5) (épisodes non spécifiés)